# 秋葉原之旅
《秋葉脫物語》（又译作，官方译为）是日本游戏制造商Acquire於2011年5月19日發售，以PlayStation Portable為平台的動作冒險遊戲。原本預定于同年4月14日發售，延期至5月19日發售。於2012年6月14號發售強化版《秋葉原之旅 加强版》（Akiba's Trip Plus），于2013年11月7日发售续作《秋葉脫物語2》。
在10周年紀念的2021年5月20日發售本作的HD數位修復版《秋葉脫物語：Hellbound & Debriefed》，在PlayStation 4和任天堂Switch上發行，並於同年7月21日登陸電腦Steam平台。

## 故事背景
講述一個被捲入人類與陰妖子‧吸血鬼的戰爭之中的普通青年，以秋葉原為舞台的半動作、半文字冒險遊戲。
借由與許多實際存在的店鋪合作，忠實地再現出秋葉原的街景，讓玩家有如歷秋葉原的感受。

## 遊戲系統
本作是將秋葉原分成幾個區塊當成故事舞台，在其中進行任務來推動遊戲進程。基本上分為以本篇故事為主的「主線任務」與隨意事件的「備選任務」兩類。遊戲中主要都是在主線任務的狀態下，只要完成現在的主線任務就會轉到下一個主線任務的流程。不過實際上沒有必要急著完成主線任務，可以輕鬆的探索整個秋葉原。遊戲過關後可以繼承上一輪的資料繼續新一輪的遊戲。

## 路線分歧
本作會依照主角的選擇，在遊戲後期分為三條路線。光是解決一條路線並不能解開所有的謎底，必須玩過複數路線才能知道故事的真相。
NIRO路線
主角選擇繼續成為NIRO的特務，並以殲滅陰妖子為目的。最終BOSS為文月瑠衣。
陰妖子路線
主角選擇背叛NIRO，與人類勢力敵對，並要打倒所有NIRO特務。最終BOSS為瀬嶋隆二。
共存路線
本作的正統路線，又稱瑠衣路線或中立路線。主角不選擇NIRO或陰妖子，而是願意相信瑠衣所說「人類與陰妖子是可以共存」的想法，在自警團的協助下和秋葉原市民合作組成第三方勢力，與NIRO和陰妖子展開三方大亂鬥。最終BOSS為超瀬嶋隆二。
本路線最後決戰有專屬的BGM，結局會因為某些備選任務的完成與否而有若干變化。

## 登場人物

### 秋葉原自警隊
由一群动漫爱好者为了“守护心爱的秋叶原”而建立的自律组织。
主角（聲：無）
性別、姓名均可以更改，預設姓名是。在同名漫畫中姓名為田中秋弘。
18歲的補校學生。在大學考試時失利，有著COSPLAY的嗜好。為了尋找因為陰妖子（カゲヤシ）的關係而失蹤的朋友來到了秋葉原，卻被阿倍野優給襲擊而身受瀕死的重傷，後被文月瑠衣給予了她的血液而成為陰妖子而復活，因此捲入了讓自己命運產生極大變化的事件中。
得到陰妖子之力後被NIRO吸收成為其特務，並在短時間內有了不錯的戰鬥能力，身體能力也有了顯著的提升。似乎很適合穿女裝。有個中學生妹妹。
因為是玩家的分身，所以除了心中所想的事之外都沒有台詞，遊戲過關後在滿足特定條件下可取得一般人與特定角色的模組並進行變更，使用女性模組時除了特定角色的反應有所不同外，其餘一切都和男性時相同。
阿信（聲：間島淳司）
男性，28歲，只對二次元有興趣的帥哥，在出門的時候也會穿上動畫Ｔ恤。
中學時就開始玩GALGAME，高中時退學，有著把現實與幻想混雜在一起的缺點，對秋葉原的愛不輸給其他夥伴，對瑠衣等穩健派的陰妖子並不會有所排斥。
小剛（聲：丹澤晃之）
男性，30幾歲的偶像御宅族，便利商店的店長。雖然平常看起來很懦弱，但拿起相機要拍偶像的時候會性情大變。
因為熱愛秋葉原而加入自警團，和外表相同是個肥胖的男性，但在拍攝時卻能速度快到出現分身從各角度出沒。
莎拉（聲：原由實）
性別不詳，神秘的女僕長。雖然看起來像17歲左右，但真實年齡不詳。雖然是個行為舉止跟講話都非常親切有禮貌的女僕。但是對不必要的事情則完全保持沉默，不太講話。秋葉原中所有女僕的憧憬。目前也擔任講師（有關女僕的）。
將自警團據點一半給女僕咖啡廳化的元凶，有著對有女僕素質的對象進行教育的癖好。滿足特定條件時可進行戰鬥，是女僕系角色中最強的。
矢田部先生（聲：利根健太朗）
男性，60歲，自警隊的核心，經營二手賣場（ジャンク屋）。

### 陰妖子
阴妖子也就是吸血鬼，和常见的设定一致，壽命很長，体质比普通人要强，但怕阳光，见光会炭化为灰烬，但在穿著衣服的情況下不會如此。被NIRO所追捕，内部也有发展的分歧。
文月瑠衣（聲：日笠陽子）
本作的女主角，有著晶瑩剔透的皮膚及細長四肢的美少女。是妖主與人類的父親所生的混血兒，身為陰妖子高層卻提倡「人類與陰妖子共存」的主張，並自稱「穩健派」。但被其他幹部阻止後轉而在檯面下活動。戰鬥時以背後背著的傘為武器。
因為陰妖子比人類長壽的緣故，所以外表的年齡並不等於實際上的歲數，看似約16歲左右，平常很少笑，但與主角在一起的時候可以看到跟年齡相仿的表情。玩遊戲時很討厭輸，不玩到自己贏絕不罷手。除此之外有著些許不知世事的感覺。
在瞬的咖啡店裡當幫手，料理技術很差，矢田部先生曾喝過她泡的咖啡而大喊這根本不是咖啡。不過在主角的教導下學會了煎培根蛋，並學會煮飯。很喜歡蛋料理。
偶爾也被紗拉抓去做女僕的特別訓練。救了被陰妖子襲擊的主角，結下了不解之緣。身為妖主繼承人，瀨那和舞那覺得她被媽媽所袒護而討厭她。
阿倍野優（聲：柿原徹也）
人類年齡18歲，身材瘦長，有著龐克風格的陰妖子。因為很討厭人類，個性也是好戰的，因此一直對人類進行殘酷的攻擊跟吸血行為。在遊戲中可說是主角的宿敵角色，兩人之間的戰鬥次數也是主要角色中最多的。
被兩位姊姊當成跑腿的對象，而且理由基本上都跟媽媽有關，例：「那是要給媽媽吃的」。琴藝由大姐瀨那所教。是妖主的孩子中，唯一一個純粹的陰妖子。
姉小路（聲：早水理沙）
人類年齡37歲，瑠衣、優、瀨那、舞那的母親，同時也是統率陰妖子的妖主。在二次大戰前就已出生，外表約30到40歲左右。
曾因愛上人類的丈夫（瑠衣的父親）而放棄妖主之位打算平淡一生，但在丈夫發現真相而說她是怪物逃走後就開始討厭人類，推動「家裡蹲化計畫」的主因是想讓繼承者的瑠衣明白人類與陰妖子是不可能並存的，不過因為選上秋葉原的緣故反讓瑠衣認為共存是有可能的。
共存路線裡會因為是否完成特定備選任務而決定其生存與否。
北田瀨那（聲：內田真禮）
人類年齡19歲，姊妹偶像Dirty Bloody Princesses的貝斯手。有戀母情節，只要是和媽媽有關的事一個也不放過，個性和舞那比起來較為冷靜。「家裡蹲化計畫」的實質指揮官。
北田舞那（聲：中村繪里子）
人類年齡19歲，姊妹偶像Dirty Bloody Princesses的歌手，瀨那的妹妹，和姊姊一樣有戀母情節。當瀨那糾正她的言行時會回答：『愛情表現』。也是「家裡蹲化計畫」的實質指揮官。
森泉鈴（聲：淺倉杏美）
人類年齡16歲，一直都在文月瑠衣的身邊支援著她的友人，身體能力很低（比人類的女高中生還差），視力也很差，但速度很快。身材嬌小但卻是個大胃王（能一口氣吃掉5個卡博串、10個罐頭、20杯拉麵和1份蛋包飯）。
主要負責指揮，但總是失敗而被瑠衣所救。平常時在書店進行打工。
姉小路瞬（聲：岡崎雅紘）
人類年齡45歲，怜的哥哥，秋葉原二手店街道的咖啡店店主，通稱店長，右眼戴著眼罩，和矢田部先生是好朋友也是將棋的好敵手。
JKV（聲：佐藤奏美（PLUS版））
在秋葉原進行大叔狩獵的慣犯，總是穿著女高中生制服誘騙有錢男性，然後用暴力搶奪金錢，甚至加以吸血。戰鬥能力很高，曾將空手道高手打到住院。實際年齡不詳。
最後被接受了NIRO發布的命令的主角給打倒，與同夥的其他陰妖子一起炭化死去。遊戲開頭動畫中與主角戰鬥的女高中生就是她，JKV是NIRO給的代號，實際名字不詳。

### NIRO
國內情报调查机构的簡稱，负责抓捕狩猎阴妖子。
御堂聰子（聲：宮川美保）
29歲，三圍：86、59、89 是狩獵威脅秋葉原和平的陰妖子的組織，NIRO（國内情報調査機構）的特務。擔任組織與主角的聯絡人。師父的愛徒。
把陰妖子視為怪物而十分忌憚。原本是警察，因為被瀨嶋的人望給感召而加入NIRO，戰鬥能力不低（本作的警察都比陰妖子強）。有著女僕的才能，因此常被紗拉要求轉行。討厭並忌憚著陰妖子，對身為NIRO的一員感到榮耀且認為自己是正義的一方，所以在後期其他特務紛紛陰妖子化後強烈拒絕自己也陰妖子化。
共存路線中曾質疑瀨嶋的所作所為，之後捨棄偏見開始理解陰妖子的存在，並決定要觀察未來的情況。同時因為NIRO的解體而失業，因此被紗拉引誘成為女僕。
瀨嶋隆二（聲：松田健一郎）
50歲，NIRO的調查部長，聰子的上司。為達目的不擇手段的男性。要求得到陰妖子之力的主角協助殲滅陰妖子。NIRO的實際執掌者，身體能力極高，有著接觸皮膚就能分辨對方是人類還是陰妖子的能力，對宅文化有一定程度的瞭解。
事實上在20年前因為體內注入了低階陰妖子的血而延緩了老化跡象，肉體也跟著陰妖子化，因而打算取得妖主的血來獲取更強大的力量而成為超越陰妖子的存在，在遊戲後期率領著陰妖子化的特務們向陰妖子發起戰爭。
共存路線最後，趁妖主被主角等人打敗時成功得到妖主之血而大幅強化，並將主角和瑠衣給擊倒，在聰子趁隙阻止時因為主角再度獲得瑠衣的血而強化讓雙方站在同等條件之上，最後在與主角的死鬥中敗北而炭化死亡。

### 其他
師父（聲：乃亞）
年齡不詳，傳授「脫衣技」的師父。職業好像是女王的樣子。很喜歡「櫻桃」（好像不是『吃』方面的櫻桃，十有八九是『脫』方面的），偶爾會叫主角去尋找她口中所謂的「櫻桃」，這時可以誘拐純真的高中生並當成祭品貢給師父，或去買一盒真的櫻桃消災。師父很常「疼愛」聰子。其下僕眾是競技場的戰鬥人員。
滿足特定條件可與其戰鬥，戰鬥能力是本作中最強的。
妹妹（聲：矢作紗友里）
三圍：72、55、78（預定持續成長中！）
主人公的妹妹，女子中學三年級學生，春天將成為高中生。認為已在補校卻不用功讀書而在秋葉原玩耍的主角是個笨蛋，對金錢十分現實，是個只要給錢就會改變態度的傲嬌妹妹（只要給的錢夠多，連三圍都告訴你）。討厭肥胖的宅男和胡蘿蔔。對身高和身材很在意。給她的錢到達一百萬即可以進入妹路線。
無印版時初期穿著私服，PLUS版則改為制服。其繪畫日記會在滿足特定條件下不斷增加，PLUS版則有新增內容。
可以對她做出換裝的要求，滿足特定條件時還能更換人物模組。在特定條件下會在對主角極為不利的狀態下發生戰鬥，只要將她打敗就不會再出現。(在車站以離開秋葉原的方式登出遊戲和進入下一輪的劇情時會回來)
愛錢的真正原因是為了因病而在國外住院的友人募款。
同名漫畫中姓名為田中美咲。

## 戰鬥方式
用Mirrorsnap辨識出陰妖子後，可直接上前挑釁，或與之對話後對戰。
由於陰妖子的肉體再生能力強，一般傷害殺不死，所以運用陰妖子懼怕陽光的特性，將他們的衣服給脫了（由於主角也是陰妖子，當主角被扒光時，遊戲也GAMEOVER）。扒光後，陰妖子就會被太陽燒成灰；這招對一般市民也有用，扒光後他們會因為感到羞恥而逃跑，如果是女生的話則會先給你一巴掌再逃跑。

### Mirrorsnap
由NIRO所研發，用於辨認陰妖子的機器。被加裝在主角的手機上，只要使用手機拍照功能，拍照後檢查照片，沒顯示在照片裡的就是陰妖子。無法在短時間內複數使用。

### 脫衣
在學習脫衣術前只能將敵人的衣服打碎，學習脫衣術後便能將敵人的衣服脫下，變成自己的裝備。
由於衣服也有不同種類，所以對應不同的衣服也有不同的奧義，奧義大致分兩種，「對人的奧義」和「對衣服的奧義」。
「對人的奧義」指專門針對某人的脫衣，會根據劇情而習得。例如：想脫阿倍野優就要學。
「對衣服的奧義」只針對某種款式衣服的脫衣，大多從商店購買，少數為支線任務的報酬。例如：想脫女學生的水手服就要學。

### 裝備
裝備分衣物與武器兩種。衣物相当于防具，戰鬥時從敵人身上脫下的衣物，會變成自己的衣物，也可在商店購買，衣物的防禦力能用『克維拉（凱芙拉、Kevlar、ケブラー）』提升。
戰鬥獲勝時，敵人會掉下自己裝備的武器，武器也能在商店購買，武器的攻擊力能用『鎢﹝タングステン、tungsten﹞』提升。

### 好感度
在秋葉原有三方勢力，「秋葉原一般市民」、「NIRO」、「陰妖子」，好感度便是指三勢力個別對主角的好感度，好感度有良好、普通、險惡三種，而每個勢力對不同的好感度都會有不同的反應。（陰妖子或是NIRO好感度險惡時，其組織的人會主動攻擊主角，若是市民則是看到主角馬上逃跑）
三方勢力的好感度，要找車站前的占卜師詢問。降低好感度的方法，主要是非任務需求的攻擊。恢復好感度的方法大致有兩種，做支線任務和捐錢。
當三方的好感度都是險惡時，就會出現名為「罰」的銀色熊。

## PLUS版
相較於無印版，是追加了多種新要素的改良版，可繼承無印版的記錄檔。

### 變更點
- 無印版只有開頭的序章事件中有配音，PLUS版則是全語音。
- 角色的3D模組有所改進。
- Dirty Bloody Princesses的現場演唱會事件動畫化，並追加新曲。
- 重現發售時間點（2012年）的秋葉原街景。
- 追加最高難易度「Holic」。
- 收集要素強化。追加衣服與武器，備選事件為無印版的2倍。
- 可對到手的服裝進行鑑賞。
- 動作與演出功能有所強化。
- 讀檔時間縮短。

## 主题曲
- 曲名：《Dreamin'》
  - 歌手：ClariS

## 跨媒體

### 网络电台
2011年4月27日至6月22日期间，在HiBiKi Radio Station播出了名为《AKIBA'S TRIP 》的节目，于每周三播出，全7话。由各配音北田舞那、北田瀬那的中村绘里子、内田真礼擔任主持人。朝浦老師、間島淳司（飾 阿信）各於第5回、第6回客串。

### 漫畫
於電擊魔王2012年5月號刊載預告篇，6月號起開始連載，作畫為水田ケンジ。有若干原創要素，劇情基本上是以共存路線為主。
| 冊數 | ASCII Media Works | ASCII Media Works      |
| 冊數 | 初版發售日期      | ISBN                   |
| ---- | ----------------- | ---------------------- |
| 1    | 2012年9月27日     | ISBN 978-4-04-886917-1 |
| 2    | 2013年4月27日     | ISBN 978-4-04-891541-0 |
| 3    | 2013年12月21日    | ISBN 978-4-04-866182-9 |

### 電視動畫
2017年1月，由GONZO改編製作的動畫《秋葉原之旅 -THE ANIMATION-》，分別於日本各地播出，東京都的TOKYO MX頻道於1月4日播出、關東地區的BS富士頻道於1月8日播出、面向日本全國的AT-X頻道於1月5日播出。

## 腳註
1. ↑  『 AKIBA'S TRIP 』発売延期のお知らせ 的存檔，存档日期2011-03-26.
2. ↑  『AKIBA'S TRIP』の発売日が5月19日に決定！～パッケージ画像を公開～ 的存檔，存档日期2012-01-08.
3. ↑  . 2011年4月27日  [2017年3月22日]. （原始内容存档于2021年1月11日） （日语）.
4. ↑  . Amazon.co.jp.   [2016年5月24日] （日语）.